# Francisco Vidal Salinas
Francisco Javier Vidal Salinas (Santiago, 20 de septiembre de 1953) es un profesor de historia y geografía, académico y político chileno, miembro del Partido por la Democracia (PPD).
Se desempeñó como subsecretario de Desarrollo Regional y Administrativo (2000-2003), y ministro de Estado del presidente Ricardo Lagos en las carteras de Interior y de Secretaría General de Gobierno, este último entre 2003 y 2005, y del primer gobierno de Michelle Bachelet, nuevamente en Secretaría General y Defensa Nacional, entre 2007-2009 y 2009-2010, respectivamente. El 20 de diciembre de 2023 fue designado como presidente del directorio de Televisión Nacional de Chile.

## Familia y estudios
Nació en Santiago de Chile el 20 de septiembre de 1953, hijo de Carlos Enrique Vidal Vargas, un empleado bancario que terminó su vida laboral en una empresa constructora; y de María Cecilia Salinas Opazo, una dueña de casa católica. Ambos separaron cuando era joven. Su hermana Adriana, se casó con el médico cirujano Julio Montt Momberg, quien fuera regidor, diputado, y ministro de Salud durante el gobierno del presidente Patricio Aylwin. Julio Montt Vidal, uno de los hijos de éste, actuó de la misma manera en la esfera política, como subsecretario de Redes Asistenciales en el gobierno del presidente Ricardo Lagos.
Realizó sus estudios primarios y secundarios en el Liceo Alemán de Santiago, la Escuela Militar del Libertador Bernardo O'Higgins (a la que ingresó a los dieciséis años y donde conoció a los futuros agentes de la dictadura militar de Augusto Pinochet, Armando Fernández Larios y Álvaro Corbalán Castilla) y finalmente en el Liceo Rafael Sotomayor de Las Condes, donde se acercaría a militantes de derecha entre los que destacaba Andrés Allamand, de quien reconoce haber sido "amigo personal".
En 1974 ingresó al Instituto Pedagógico de la Universidad de Chile, licenciándose como profesor de Estado en historia, geografía y educación cívica. En ese lugar giraría a la izquierda. También completó el plan de estudios de un magíster en historia en la misma casa de estudios, pero nunca entregó su tesis ni rindió el examen de grado. Esto último le costó una interpelación en la Cámara de Diputados por parte del diputado Nicolás Monckeberg (militante de Renovación Nacional) sobre su currículum.

### Matrimonio e hijos
Luego de tres años de noviazgo, se casó el 30 de julio de 1977 con María Inés Maturana Waidele, con quien tiene tres hijos: Carolina, Andrea y Francisco.

## Carrera profesional
Como profesor comenzó dictando algunas clases en el Liceo Experimental Manuel de Salas y en el Liceo 7 de hombres de la capital chilena (actualmente, Liceo A52 José Toribio Medina). Más tarde enseñaría en el Instituto Manpower, en la Universidad Central, Universidad Alberto Hurtado y a los estudiantes de periodismo de la Universidad Diego Portales y la Universidad Andrés Bello.

## Carrera política

### Del Partido Nacional al PPD
Inició su carrera política en el departamento juvenil del derechista Partido Nacional (PN). Durante el gobierno de la Unidad Popular (UP) fue miembro del Comando Rolando Matus, grupo de choque paramilitar de los jóvenes del PN organizado para enfrentar a la Brigada Ramona Parra (BRP) del Partido Comunista y a la Brigada Elmo Catalán (BEC) del Partido Socialista (PS).
En 1987 ingresó al Partido por la Democracia (PPD), formación a la que concurrieron socialdemócratas y liberales contrarios a la dictadura militar del general Augusto Pinochet. Fue jefe de base, presidente comunal en Las Condes, candidato a alcalde, presidente de los profesionales PPD, encargado de la campaña parlamentaria de su partido y vicepresidente de la colectividad.

### Gobierno de Eduardo Frei Ruiz-Tagle
En 1993, actuó como consultor del Consejo de Educación Superior y de la División de Educación Superior del Ministerio de Educación.[cita requerida]
Paralelamente, en el mismo año, se desempeñó como secretario de la Facultad de Ciencias Económicas de la Universidad Central, cargo que ocupó hasta 1998. En 1994, fue nombrado director ejecutivo de la Fundación Chile 21, donde estuvo hasta 2000. En 1998 y 1999, fungió como decano de la Facultad de Ciencias Económicas y Administrativas de la Universidad Central, mientras que en el ámbito público se desempeñó como consejero del Gobierno Regional Metropolitano de Santiago entre 1993 y 2000.

### Colaborador de Ricardo Lagos
Posteriormente, al iniciarse el gobierno del presidente Ricardo Lagos —de quien ha sido uno de sus más fieles colaboradores—, el 11 de marzo de 2000, asumió como subsecretario de Desarrollo Regional y Administrativo del Ministerio del Interior, entablando una sólida relación con el ministro José Miguel Insulza. Progresivamente, pasó a ser uno de los personeros más influyentes del PPD en el gobierno. Dejó el puesto el 3 de marzo de 2003, pasando a asumir como ministro secretario general de Gobierno, es decir, vocero de la administración, forjando un papel mucho más mediático.
Tras la renuncia del ministro del Interior José Miguel Insulza, para asumir como secretario general de la Organización de Estados Americanos (OEA), fue designado en el cargo, el 24 de mayo de 2005.

### Aliado de Bachelet
Al asumir Michelle Bachelet su primer periodo fue designado presidente del directorio de Televisión Nacional de Chile (TVN), el canal estatal de ese país, función que dejó en diciembre de 2007 cuando fue nombrado, nuevamente, como ministro secretario general de Gobierno, tras la renuncia de Ricardo Lagos Weber. Paralelamente, fue director de la Escuela de Gobierno de la Universidad Alberto Hurtado. En aquel cargo se destacó por sus dichos taxativos y a veces controversiales sobre la contingencia política chilena, entre otros ámbitos. Además, entre 2006 y 2007 formó parte del directorio de BancoEstado.
En enero de 2008 la Cámara de Diputados aprobó interpelarlo por su supuesta intervención en el «caso Chiledeportes», con fines de desvío de fondos a campañas electorales del oficialismo.
El 12 de marzo de 2009, dejó su puesto a su compañera de partido Carolina Tohá y se trasladó hasta el Ministerio de Defensa Nacional donde, por encargo de la presidenta, reemplazó a José Goñi. Se mantuvo en el cargo castrense hasta el fin de la administración el 11 de marzo de 2010.
El 8 de abril de 2014, en el marco del segundo gobierno de Bachelet, fue nombrado miembro de la Comisión Asesora Presidencial para la Descentralización y el Desarrollo Regional. Al mes siguiente, la mandataria lo designó nuevamente como miembro del directorio de la entidad financiera estatal: BancoEstado.

### Precandidatura presidencial
Con posteridad, el 5 de enero de 2021, junto con Heraldo Muñoz y Jorge Tarud, inscribió su candidatura para las elecciones primarias de su partido de cara a la elección presidencial de 2021. Sin embargo, las candidaturas no prosperaron y el partido decidió finalmente apoyar a la socialista Paula Narváez, exjefa de gabinete y ministra de Estado de Bachelet, quien compitió en las primarias de Unidad Constituyente, resultando en segundo lugar tras la demócrata cristiana Yasna Provoste.

## Historial electoral

### Elecciones municipales de 1992
- Elecciones municipales de 1992, para la alcaldía de Las Condes[27]

(Se considera a Vidal y los candidatos que resultaron elegidos para el Concejo Municipal)
| Candidato                     | Pacto                          | Partido | Votos  | %     | Resultado |
| ----------------------------- | ------------------------------ | ------- | ------ | ----- | --------- |
| Joaquín Lavín Infante         | Participación y Progreso       | UDI     | 34 234 | 31,06 | Alcalde   |
| Raúl Torrealba del Pedregal   | Participación y Progreso       | RN      | 14 715 | 13,35 | Concejal  |
| Esteban Tomic Errázuriz       | Concertación por la Democracia | PDC     | 14 554 | 13,21 | Concejal  |
| Ana María Illanes Oliva       | Participación y Progreso       | RN      | 10 000 | 9,07  | Concejal  |
| Francisco Vidal Salinas       | Concertación por la Democracia | PPD     | 6752   | 6,13  |           |
| Florencio Ceballos Bustos     | Concertación por la Democracia | PDC     | 5423   | 4,92  | Concejal  |
| José Antonio Gómez Urrutia    | Concertación por la Democracia | PRSD    | 4748   | 4,31  | Concejal  |
| María de la Luz Herrera Cruz  | Participación y Progreso       | UDI     | 1829   | 1,66  | Concejal  |
| Francisco de la Maza Chadwick | Participación y Progreso       | Indep.  | 616    | 0,56  | Concejal  |